# Campo (Viseu)
Campo é uma freguesia portuguesa do município de Viseu, com 15,48 km² de área e 4802 habitantes (censo de 2021). A sua densidade populacional é 310,2 hab./km².

## Geografia
É limitada a norte pela freguesia de Lordosa, a sul pelas freguesias de Abraveses e Vil de Souto, a nascente pela freguesia de Mundão e a poente pela freguesia de Bodiosa.
Compõem esta freguesia, as povoações de Campo de Madalena, Moure de Madalena, Bassar, Vila Nova do Campo e Moselos. Nos limites de Campo de Madalena foi construído o Bairro Norad e nos limites de Vila Nova do Campo foi construído o Bairro Nossa Senhora de Fátima. Ambos os bairros foram construídos na década seguinte à Revolução de 1974, para dar resposta à expansão demográfica causada pela descolonização portuguesa.
A Norte da freguesia passa o rio Trouço que, nos limites de Vila Nova do Campo e de Moselos tem instalados 8 moinhos de rodízio, alguns deles ainda em condições de funcionamento.
No limite da freguesia fica o aérodromo Gonçalves Lobato e também a delegação do Instituto de Meteorologia e Geofísica.

## Demografia
A população registada nos censos foi:
| Distribuição da População por Grupos Etários | Distribuição da População por Grupos Etários | Distribuição da População por Grupos Etários | Distribuição da População por Grupos Etários | Distribuição da População por Grupos Etários |
| -------------------------------------------- | -------------------------------------------- | -------------------------------------------- | -------------------------------------------- | -------------------------------------------- |
| Ano                                          | 0-14 Anos                                    | 15-24 Anos                                   | 25-64 Anos                                   | > 65 Anos                                    |
| 2001                                         | 764                                          | 715                                          | 2353                                         | 526                                          |
| 2011                                         | 878                                          | 532                                          | 2828                                         | 787                                          |
| 2021                                         | 669                                          | 531                                          | 2525                                         | 1077                                         |

## Heráldica
Publicado no Diário da República, III Série de 21 de janeiro de 2000:
- O brasão é composto por um escudo de ouro, com cinco pinhas de sua cor, postas três em chefe e duas em faixa, mantelado de verde carregado de uma faixeta ondada de azul perfilada de prata; brocante no mantelado, um báculo de prata. É coroado com um mural de três torres e no fundo descreve, com um listel branco, a legenda a negro: "CAMPO - VISEU";
- A bandeira é esquartelada de verde e amarelo, cordões e borlas de ouro e verde. A haste e lança são de ouro.

## Património
- Igreja Paroquial de Campo
- Capela em Mozelos
- Capela em Bassar
- Capela de Moure de Madalena
- Capela em Vila Nova

## Equipamentos
- Museu do Quartzo - Centro de Interpretação Galopim de Carvalho